# Alma Kriesche
Alma Kriesche, geb. Lorentz (* 27. März 1844 in Greifswald; † 16. Mai 1923 in Frankfurt am Main) war eine deutsche Schriftstellerin und Frauenrechtlerin.
Alma Lorentz war die Tochter eines Greifswalder Kaufmanns. Von 1863 bis 1865 lebte sie in Konstantinopel als Erzieherin. 1869 heiratete sie den Regierungsbaumeister Gustav Kriesche († 1880). Um 1900 lebte Alma Kriesche in Ober-Loschwitz bei Dresden und engagierte sich in der Frauenbewegung. Sie wurde Leiterin der dortigen Rechtsstelle. Im Mai 1908 wurde sie Büroleiterin des Frauenvereins in Frankfurt am Main.

## Schriften
- „Stückschen“ ut olle un nige Tid von olle und junge Lüd. Berlin 1884.
- Vom Lebenswege. Gedichte. Dresden 1887.
- mit Cäcilie Dose: Die Stellung der Frau und Mutter im Familienrecht der außerdeutschen Staaten und nach den Bestimmungen des Neuen Bürgerlichen Gesetzbuches für das Deutsche Reich. Frankenberg 1900.